# Eleanor Cross Marquand
Eleanor Cross Marquand (Nueva York, 15 de abril de 1873-Princeton, 27 de febrero de 1950) fue una autoridad en el ámbito de la representación y simbolismo de las flores y los árboles en el arte, en especial de los emblemas florales presentes en la Iglesia cristiana primitiva. En reconocimiento a este trabajo, recibió el grado de Master of Arts de la Universidad de Princeton en 1948, transformándose en la cuarta mujer en la historia de dicha institución en recibir tal honor.

## Biografía
Nacida en Nueva York, fue de hija de Richard J. Cross y Matilda Redmond Cross. En junio de 1896, Eleanor se casó con Allan Marquand, entonces profesor en Princeton, y que luego sería el fundador y primer presidente del Departamento de Arte y Arqueología en Princeton.
Sus actividades en el ámbito de la horticultura organizada incluyen su membresía en el Jardín Botánico de Nueva York, el Garden Club of America, la Horticultural Society of New York y el Garden Club of Princeton; regularmente ilustraba plantas y publicaba escritos en el Garden Club of American Bulletin y en el Journal of the New York Botanical Garden. En 1910, se convirtió en la primera mujer en ser parte de la Junta de Educación de Princeton. Otras actividades cívicas incluyeron su participación en la Village Improvement Association como miembro de la junta del Hospital del estado en Trenton (ahora Hospital Psiquiátrico de Trenton).
Murió el 27 de febrero de 1950 en el Hospital de Princeton. Después de su muerte, la biblioteca botánica y hortícola de Marquand fue legada al Jardín Botánico de Nueva York; éste se compone de 408 volúmenes y una colección de cuadernos, libros de recuerdos, fotografías, catálogos semillas y viveros, separatas, folletos y publicaciones periódicas.